# The Hurt Locker
The Hurt Locker (titulada Zona de miedo o Vivir al límite en Hispanoamérica y En tierra hostil en España) es una película estadounidense de 2009, dirigida por Kathryn Bigelow y escrita por Mark Boal. Protagonizada por Jeremy Renner, Anthony Mackie y Brian Geraghty, relata el día a día de una brigada estadounidense de artificieros desplegada en Irak.
Galardonada con importantes premios cinematográficos, entre ellos el Óscar a la mejor película, The Hurt Locker ha sido universalmente alabada por la crítica y se considera como una de las mejores películas bélico-dramáticas del cine moderno. El reputado crítico Roger Ebert la colocó como la segunda mejor película de la década, alegando: "The hurt locker" es una película genial, una película inteligente, una película rodada tan claramente de forma que nosotros sabemos exactamente quién es todo el mundo, dónde están, qué están haciendo y por qué."
Esta película resulta ser la primera en la que una directora mujer gana el Oscar a Mejor Director, siendo Nomadland la única otra película dirigida por una mujer en hacerse con este galardón en la 93ª Edición de los Premios Oscar. La Biblioteca del Congreso de los Estados Unidos lo seleccionó para su conservación en el Registro Nacional de Películas en 2020.

## Argumento
El filme abre con una frase del libro War is a force that gives Us meaning (2002) ("la guerra es una fuerza que nos da significado"), escrito por el corresponsal de guerra Chris Hedges; The rush of battle is a potent and often lethal addiction, for war is a drug ("el ímpetu de la batalla es una potente y muy a menudo letal adicción, porque la guerra es una droga").
En 2004, el sargento de primera clase William James (Jeremy Renner) asume el cargo de líder de equipo de una unidad de Manejo de Material Explosivo (Explosive Ordnance Disposal (EOD) en inglés) del Ejército de los Estados Unidos en la Guerra de Irak. Reemplaza al sargento de personal Matthew Thompson (Guy Pearce), quien fuera asesinado por un explosivo improvisado (IED) en Bagdad. Su equipo incluye al sargento J. T. Sanborn (Anthony Mackie) y al especialista Owen Eldridge (Brian Geraghty).
James es abordado a menudo por un joven iraquí apodado "Beckham" que intenta venderle películas en DVDs pirata. James lo reta a un juego de fútbol y le gusta.
Sanborn y Eldridge consideran que los métodos y la actitud temeraria de James son imprudentes, lo que aumenta las tensiones en el equipo. Cuando son asignados para destruir explosivos en un lugar remoto en el desierto, James regresa al sitio de detonación para recoger sus guantes. Sanborn contempla si matarlo "accidentalmente" detonando los explosivos, haciendo que Eldridge se sienta incómodo. No hacen nada y las tensiones continúan aumentando.
Al regresar a Camp Victory en su Humvee, el equipo encuentra a cinco hombres armados con vestimenta tradicional árabe cerca de su Ford Excursion con una rueda pinchada. Después de un tenso encuentro, los hombres se revelan como mercenarios militares privados, mercenarios británicos. Ellos han capturado a dos prisioneros que aparecen en la Baraja de cartas de Los más buscados de Irak. Todo el grupo de repente queda en medio del fuego enemigo. Cuando los presos intentan escapar en la confusión, el líder de los mercenarios (Ralph Fiennes) recuerda la recompensa para ellos que es "vivo o muerto", y les dispara. Francotiradores enemigos matan a tres de los mercenarios, entre ellos el líder. Sanborn y James usan el fusil Barrett M82 de calibre .50 BMG del equipo de mercenarios para despachar a tres atacantes, mientras que Eldridge mata a un cuarto que pretende atacarlos por detrás.
Durante una redada en un almacén, James descubre el cuerpo de un muchacho joven, que ha sido implantado quirúrgicamente con una bomba sin detonar. James cree que es "Beckham" (Christopher Sayegh), un joven vendedor iraquí de DVD falsificados que había hecho amistad con él anteriormente. Durante la evacuación, el teniente coronel John Cambridge (Christian Camargo), psiquiatra del campamento y amigo de Eldridge, muere en una explosión. Eldridge se culpa por la muerte del coronel. Más tarde, James sale del recinto militar en busca de venganza por Beckham e irrumpe en la casa de un profesor iraquí, pero su búsqueda no revela nada y se va.
Llamados a una detonación de camión cisterna, James decide por su cuenta a la caza de los insurgentes responsables, adivinando que aún se encuentran en el área inmediata. Sanborn protesta, pero cuando James se dirige, él y Eldridge lo siguen. Después de que se separaran, Eldridge es capturado por los insurgentes. James y  Sanborn lo rescatan pero accidentalmente le dispara en la pierna.
A la mañana siguiente, James se acercó a Beckham, a quien creía muerto. El joven intenta jugar al fútbol con James y vender más DVD para él, pero el soldado camina sin decir una palabra. Antes de ser trasladado en helicóptero para la cirugía en otro lugar, Eldridge airadamente culpa a James por su lesión.
La unidad de James y Sanborn es llamada a otra misión en sus dos últimos días de su rotación. Un hombre inocente civil iraquí ha tenido un chaleco bomba atada a su pecho. James intenta cortar las cerraduras para quitar el chaleco, pero hay demasiados para deshacer en el tiempo disponible. Él tiene que abandonar al hombre, quien muere cuando la bomba detona. Sanborn se queda consternado por la muerte de aquel hombre, le confiesa a James que él ya no puede hacer frente a la presión, y quiere volver a casa y tener un hijo.
Después de que la rotación de la Compañía Bravo termina, James vuelve a casa con su esposa, Connie (Evangeline Lilly), y su hijo recién nacido. Sin embargo, se siente abrumado por el aburrimiento de la rutina de la vida civil con sus tareas ordinarias de compras en el supermercado y cenas familiares. Una noche, James confiesa a su hijo que sólo hay una cosa que él sabe hacer y que ama. Poco después, se inicia otro viaje del deber de servir con otra unidad de desactivación de artefactos explosivos, ya que están comenzando su rotación de 365 días.

## Reparto
- Jeremy Renner: sargento de primera clase William James.
- Anthony Mackie: sargento JT Sanborn.
- Brian Geraghty: especialista Owen Eldridge.
- Christian Camargo: teniente coronel John Cambridge.
- Guy Pearce: sargento mayor Matt Thompson.
- Ralph Fiennes: jefe de la unidad de mercenarios militares.
- David Morse: coronel Reed.
- Evangeline Lilly: Connie James.

## Comentarios
Fue filmado en el Oriente Medio, Jordania, a escasos kilómetros de la frontera con Iraq. Comercialmente fue estrenada en los Estados Unidos el 26 de junio de 2009 en Nueva York y en Los Ángeles. Debido al éxito en su exhibición inicial, recibió una mayor difusión en los demás cines el 24 de julio del mismo año. La premier del filme se llevó a cabo en el Festival Internacional de Cine de Venecia a finales del 2008 y posteriormente en el Festival Internacional de Cine de Toronto en donde atrajo la atención de la distribuidora Summit Entertainment, para su proyección comercial en Estados Unidos. Además, ganó seis premios Oscar incluyendo a mejor película, superando a Avatar de James Cameron.
El filme está basado en los relatos escritos por Mark Boal, un periodista independiente quien se vinculó a un escuadrón de desactivadores de bombas durante la guerra de Iraq. La directora Bigelow estaba familiarizada con los trabajos anteriores de Boal, habiendo convertido uno de sus artículos publicados en Playboy, en la serie corta para la televisión; The Inside. Cuando Boal estaba en Iraq, salía de 10 a 15 veces al día con los soldados a sus labores. Así, Boal combinó sus experiencias en un relato ficticio basándose en eventos reales, afirmando: “la idea es que sea el primer filme sobre la guerra de Iraq que trata de mostrar las situaciones que experimentan los soldados, cosas que viven y que no se ve en CNN y no refiriéndose a un tipo de censura. Me refiero a que las noticias no muestran imágenes de unidades de élite como estas.”
Para el filme, Bigelow, buscaba sumergir a la audiencia en algo crudo, inmediato y visceral. La directora estaba impresionada con el trabajo de fotografía de Barry Ackroyd en los filmes United 93 y The Wind That Shakes the Barley y le invitó a colaborar con ella. Mientras que fue producida de manera independiente y con un bajo presupuesto, Bigelow utilizó  múltiples cámaras S16mm para capturar diferentes perspectivas, afirmando; “así es como experimentamos la realidad, mirando el microcosmos y el macrocosmos al mismo tiempo. El ojo percibe distinto de cómo lo hacen las lentes, pero con diferentes enfoques y estilo de ediciones, las lentes pueden darte esa perspectiva, que contribuye a la sensación de inmersión total.”

## Edición en vídeo
The Hurt Locker se editó en disco DVD y Blu-ray en Estados Unidos y Canadá el 12 de enero de 2010. Esta versión incluye un audio con comentarios de la directora Bigelow, del escritor Boal y de otros miembros de la producción. Asimismo, se incluye una selección de imágenes y un corto de 15 minutos narrando las experiencias en la producción de la película.

## Acogida
En el portal Metacritic, que recoge la puntuación de la mayor parte de los críticos más influyentes del país, obtiene una nota media de 94 sobre 100, basada en 35 comentarios, mientras que en el destacado sitio de críticas Rotten Tomatoes su aprobación llega al 97%, basado en 212 comentarios.
"Entra en el panteón de las grandes películas de guerra americanas", asegura Mick LaSalle del San Francisco Chronicle , mientras que el veterano y reputado crítico del Chicago Sun Times Roger Ebert afirma “The Hurt Locker es un filme grandioso e inteligente, donde sabemos exactamente quién es quién, qué está haciendo, donde está y por qué lo hace". Asimismo lo consideró como el segundo mejor filme de la década. Según el crítico Dana Stevens de Slate: "Todo el mundo recordará el nombre de Jeremy Renner", en alusión a la actuación del protagonista del filme.
"Las escenas de acción están rodadas concluyéndolas con una fuerte tensión", relata Deborah Young de The Hollywood Reporter, a su vez que Peter Travers de Rolling Stone expresa: "aquí está la película sobre la guerra de Irak para aquellos que no les gustan las películas sobre las guerras de Irak".
A su vez, de "extraordinaria" la calificó Lisa Schwarzbaum del Entertainment Weekly y "ansiosa" por volver a verla se declaró Ann Hornaday, en su crítica para The Washington Post.
A. O. Scott del New York Times afirma "Sales agitado de ver The Hurt Locker, agotado y lleno de emociones, pero igualmente te hace pensar." Por igual asegura que es el mejor filme que se ha hecho sobre la guerra de Iraq.
El famoso The New York Times se suma a la larga lista de opiniones favorables y afirma: “The Hurt Locker, es el filme estadounidense mejor aclamado del año.”
La acogida que le dispensó la crítica norteamericana se suma a la estupenda recepción que obtuvo en el Festival de Toronto o la ovación de 10 minutos en el Festival de Venecia, donde además se alzó con 4 premios, entre ellos el galardón especial por los derechos humanos.
Entre los aspectos negativos de The Hurt Locker, algunos cronistas lamentan que el conflicto sólo sea reflejado desde el punto de vista de los estadounidenses.

## Opinión de veteranos de la guerra de Irak
La película ha sido criticada por algunos veteranos y periodistas insertados, por el incorrecto retrato en condiciones de combate.
- Kate Hoit, periodista veterana, The Huffington Post: "El filme es la versión de Hollywood de la guerra de Irak y de los soldados que combatieron en ella, y es una versión incorrecta". Sin embargo afirma que es más correcta que otros filmes sobre el mismo tema.

- Brandon Friedman, escritor y veterano de Irak y Afganistán: "El filme es una bien realizada producción, con alta tensión y acción, que sin duda mantendrá a los espectadores al borde de sus asientos. Pero si usted conoce el Ejército, o sobre las operaciones, o la vida en Irak, sentirá exasperación por las escenas absurdas y la confusa trama, que le arruinará el interés por el filme, como me ocurrió a mí. En la vida real los equipos EOD no realizan peligrosas operaciones independientes, con tres miembros sin equipos de comunicación; y otra cosa, difícilmente escuchará en medio de un combate, a un oficial sugerirle a dos o tres de sus soldados que abandonen el lugar de una explosión en una ciudad iraquí diciendo: Vamos, dispersémonos. Así podremos cubrir más terreno".  Archivado el 12 de febrero de 2010 en Wayback Machine.

- Air Force Times: "Groseramente exagerada e incorrecta. El personaje principal es más un vaquero de carreras y revólveres. Precisamente el tipo de persona que no andamos buscando. Un miembro del equipo EOD dijo: La fanfarronería del personaje principal, pone en peligro a todo el equipo. Nuestros jefes de equipo no tienen ese complejo de invencibles, y si lo tuvieran, no se les permitiría operar. La primera prioridad de un jefe de equipo es regresar con su equipo a la base, en una pieza".

- Christian Lowe, periodista veterano, en DefenseTech: "Algunas de las escenas están tan desconectadas de la realidad, que son realmente una parodia".

- Henry Engelhardt, National Explosive Ordnance Disposal Association: "Por supuesto, ningún filme es realista en todos sus detalles, pero las cosas importantes están muy bien hechas".

## Premios

### Polémica
A fines de febrero del 2010, se dio a conocer por parte de la prensa un correo electrónico enviado por uno de los productores de la película, Nicolas Chartier, a los miembros de la Academia de Artes y Ciencias Cinematográficas, a pocos días de la entrega de los Premios Oscar, en donde la cinta competía por nueve estatuillas, entre ellas la de Mejor Película. Dicho mensaje contenía un pedido explícito de Chartier incitando a los académicos a votar por su película y no por "la de 500 millones", en clara referencia al filme Avatar, de James Cameron, que tenía su mismo número de nominaciones y era su máxima rival en materia competitiva. En réplica a lo sucedido, se sancionó al productor y se le quitó su invitación a la ceremonia celebrada el 7 de marzo, tras una violación al reglamento de la academia. Días después, Chartier se disculpó públicamente y argumentó que no tuvo mala intención alguna en el hecho, sino que simplemente no estaba muy al tanto de las reglas previas de estos premios.
Premios Óscar
| Año  | Categoría               | Candidato(s)                    | Resultado  |
| ---- | ----------------------- | ------------------------------- | ---------- |
| 2009 | Mejor película          | Mejor película                  | Ganadora   |
| 2009 | Mejor director          | Kathryn Bigelow                 | Ganadora   |
| 2009 | Mejor actor             | Jeremy Renner                   | Finalista  |
| 2009 | Mejor guion original    | Mark Boal                       | Ganador    |
| 2009 | Mejor fotografía        | Barry Ackroyd                   | Finalista  |
| 2009 | Mejor montaje           | Chris Innis Bob Murawski        | Ganadores  |
| 2009 | Mejor banda sonora      | Marco Beltrami Buck Sanders     | Finalistas |
| 2009 | Mejor mezcla de sonido  | Ray Beckett Paul N. J. Ottosson | Ganadores  |
| 2009 | Mejor edición de sonido | Paul N.J. Ottosson              | Ganador    |

Premios Globo de Oro
| Año  | Categoría              | Candidato(s)           | Resultado |
| ---- | ---------------------- | ---------------------- | --------- |
| 2009 | Mejor película - drama | Mejor película - drama | Finalista |
| 2009 | Mejor director         | Kathryn Bigelow        | Finalista |
| 2009 | Mejor guion            | Mark Boal              | Finalista |

Premios BAFTA
| Año  | Categoría                | Candidato(s)                                   | Resultado |
| ---- | ------------------------ | ---------------------------------------------- | --------- |
| 2009 | Mejor película           | Mejor película                                 | Ganadora  |
| 2009 | Mejor director           | Kathryn Bigelow                                | Ganadora  |
| 2009 | Mejor actor              | Jeremy Renner                                  | Finalista |
| 2009 | Mejor guion original     | Mark Boal                                      | Ganador   |
| 2009 | Mejor fotografía         | Barry Ackroyd                                  | Ganador   |
| 2009 | Mejor montaje            | Chris Innis Bob Murawski                       | Ganadores |
| 2009 | Mejor sonido             | Ray Beckett Paul N. J. Ottosson Craig Stauffer | Ganadores |
| 2009 | Mejores efectos visuales | Richard Stutsman                               | Finalista |

Premios del Sindicato de Actores
| Año  | Categoría     | Candidato(s)  | Resultado  |
| ---- | ------------- | ------------- | ---------- |
| 2009 | Mejor reparto | Mejor reparto | Finalistas |
| 2009 | Mejor actor   | Jeremy Renner | Finalista  |

Festival de cine de Venecia
| Año  | Categoría                       | Candidato(s)    | Resultado |
| ---- | ------------------------------- | --------------- | --------- |
| 2008 | León de Oro                     | León de Oro     | Finalista |
| 2008 | SIGNIS Award                    | Kathryn Bigelow | Ganadora  |
| 2009 | "La Navicella" Award            | Kathryn Bigelow | Ganadora  |
| 2009 | Human Rights Film Network Award | Kathryn Bigelow | Ganadora  |
| 2009 | Arca Cinemagiovanni Award       | Kathryn Bigelow | Ganadora  |
| 2009 | Gucci Prize                     | Mark Boal       | Ganador   |

Independent Spirit Awards
| Año  | Categoría              | Candidato(s)   | Resultado |
| ---- | ---------------------- | -------------- | --------- |
| 2008 | Mejor actor            | Jeremy Renner  | Finalista |
| 2008 | Mejor actor de reparto | Anthony Mackie | Finalista |